# Yūya Miura
Yūya Miura (japanisch 三浦 雄也 Miura Yūya; * 2. April 1989 in Tōkai) ist ein ehemaliger japanischer Fußballspieler.

## Karriere
Miura erlernte das Fußballspielen in der Schulmannschaft der Chukyo University Chukyo High School und der Universitätsmannschaft der Universität Tsukuba. Seinen ersten Vertrag unterschrieb er 2012 bei Kashiwa Reysol. Der Verein spielte in der höchsten Liga des Landes, der J1 League. Im August 2012 wurde er an den Zweitligisten Matsumoto Yamaga FC ausgeliehen. 2013 wechselte er zum Erstligisten Shimizu S-Pulse. 2015 wechselte er zum Zweitligisten V-Varen Nagasaki. Ende 2017 beendete er seine Karriere als Fußballspieler.